# Орловський Михайло Якимович
Миха́йло Яки́мович Орло́вський (* (30 вересня (12 жовтня) 1807, село Кочубіїв, нині Камянець-Подільський район  Хмельницької області — † 21 жовтня (2 листопада) 1887, село Глядки Проскурівського повіту Подільської губернії (нині Волочиського району Хмельницької області)) — православний священик, краєзнавець.

## Біографічні відомості
Закінчив Подільську духовну семінарію в Кам'янці-Подільському. Від 1835 року працював священиком у селі Глядки.
Здійснив історико-статистичний опис майже усіх міст і містечок Подільської губернії: упродовж 1862—1882 років опублікував у «Подольских епархиальных ведомостях» 41 опис (зокрема, Вінниці, Летичева, Літина, Проскурова, Меджибожа, Смотрича, Сатанова, Ольгополя, Ямполя, Ярмолинців).
Автор історичної повісті «Роксолана або Анастасія Лісовська» (1882). За його версією Роксолана була родом із містечка Чемерівці.